# Amazonロッカー

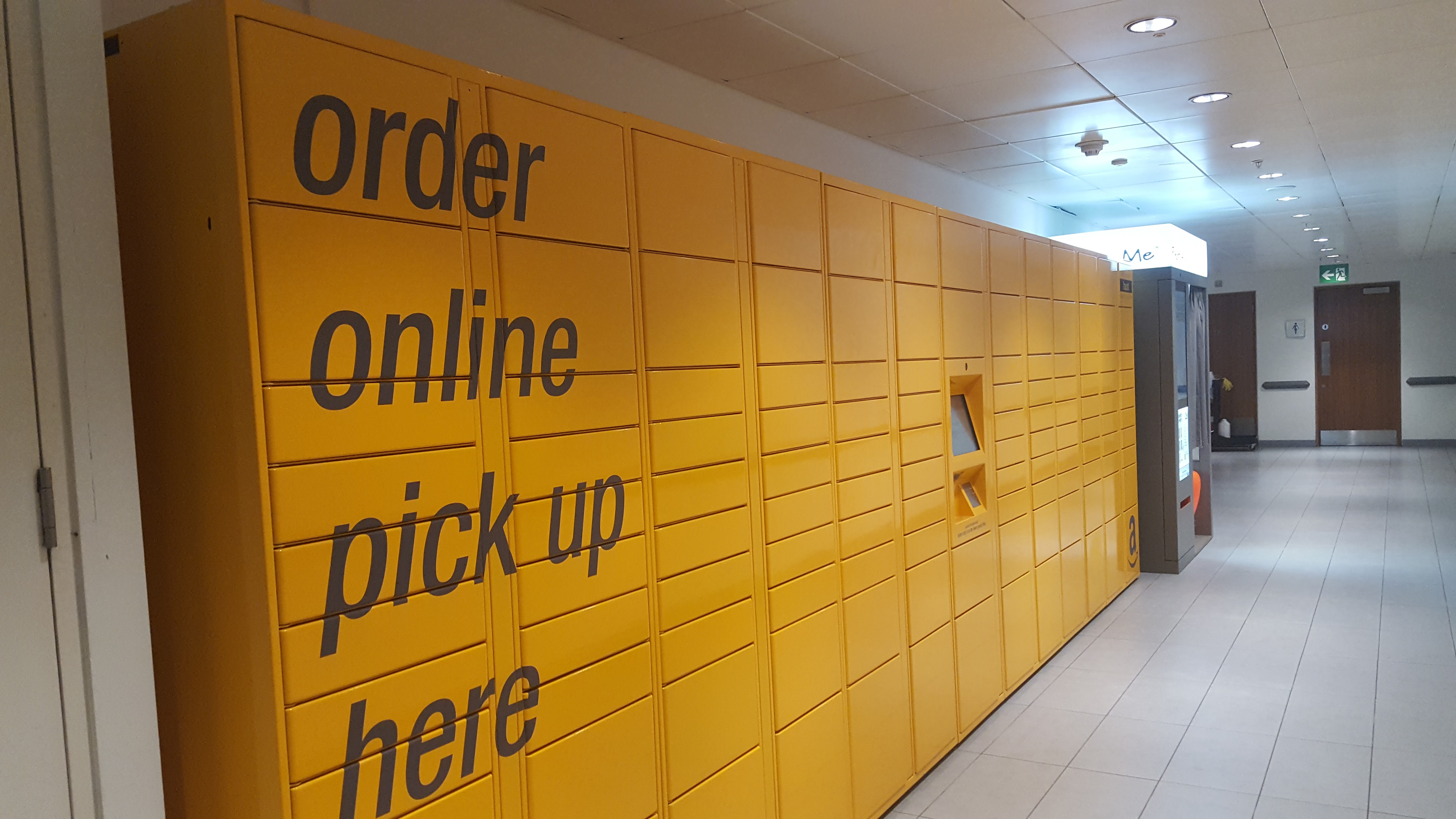
ロンドンのワン・ニュー・チェンジにある新ブランドのAmazonロッカー

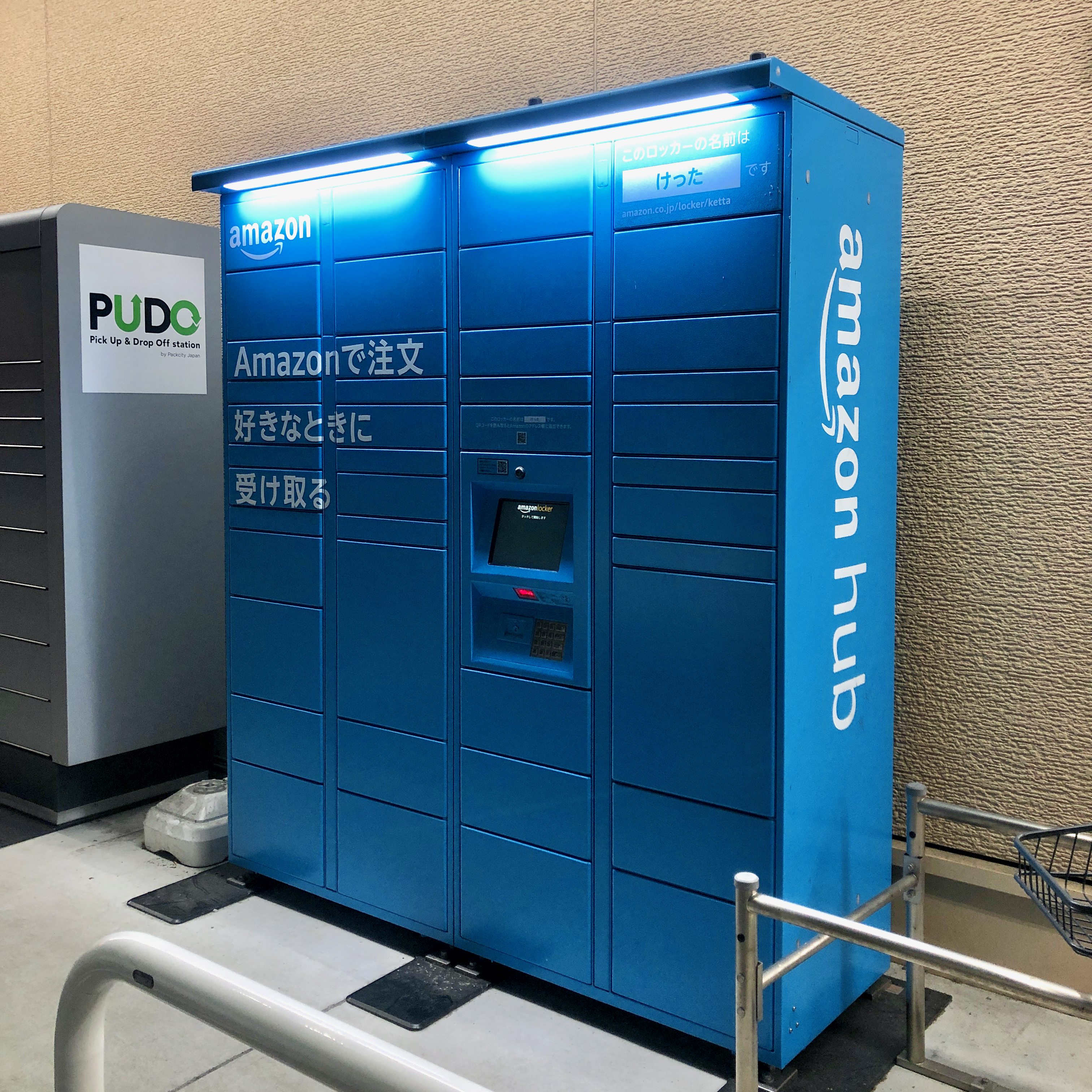
愛知県春日井市のドラッグストアあるAmazon Hub

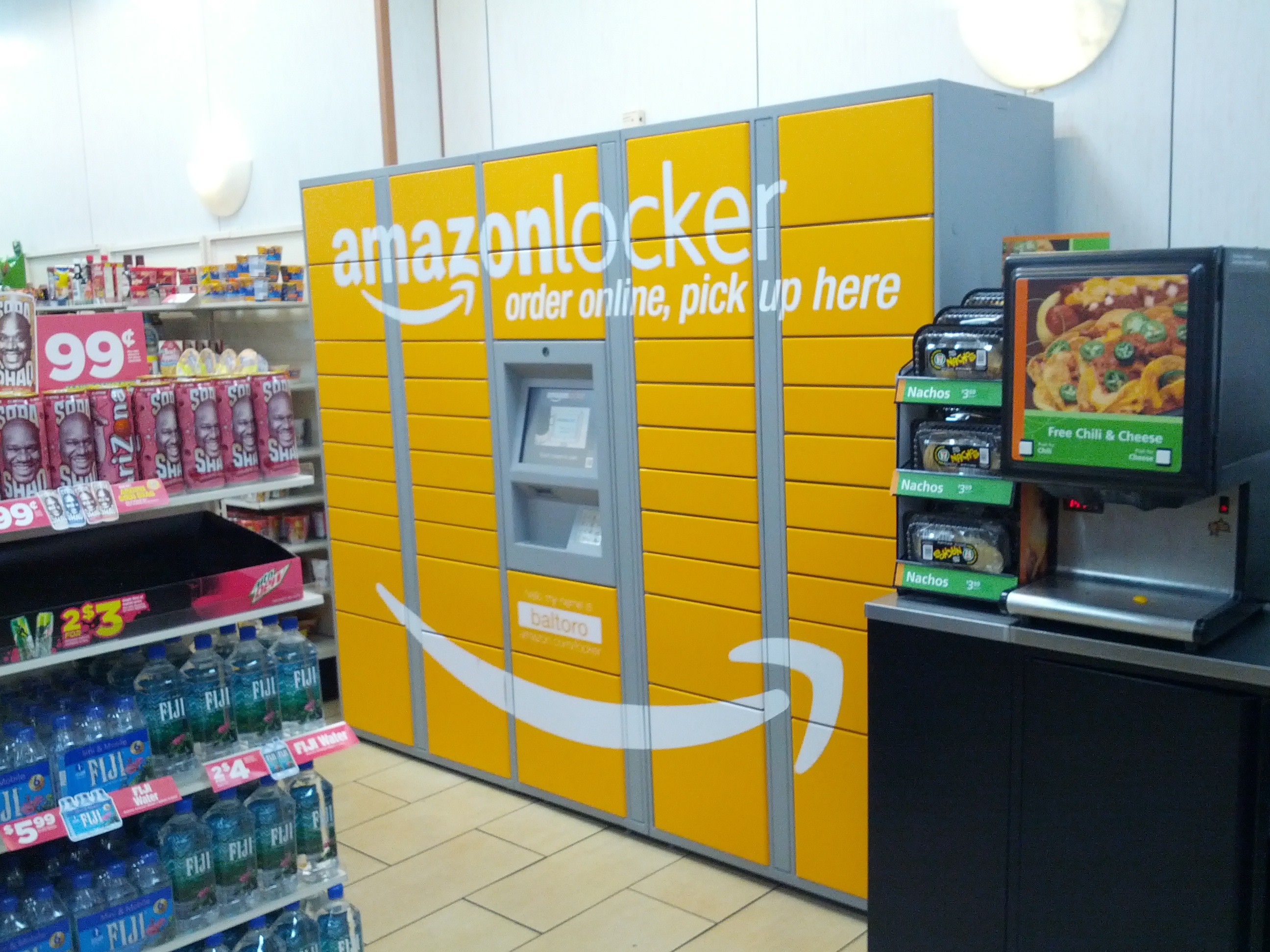
マンハッタンにある旧ブランドのAmazonロッカー

Amazonロッカー(Amazon Locker) はAmazon.comが提供するセルフサービスの宅配便サービス 。日本では、Amazon Hubロッカーの名称で展開されている。アマゾンの顧客はロッカーの場所を配送地域として指定でき、ロッカーのタッチスクリーンに特定の受け取りコードを入力すれば注文商品をその場所で受け取れる 。しかしながらアマゾンの特定の第三者の販売者はFedExやUPSといった署名が必要な他の配送サービスを使っているためアマゾンロッカーに配送できない可能性がある。

## 歴史
アマゾンロッカープログラムは宅配便が盗難されるか顧客が配達を受け取れないという懸念に対処した。
アマゾンロッカープログラムは2011年の9月にニューヨーク、シアトル及びロンドンで始まった。2017年4月時点では、ロッカーは50市以上の1800以上の地点で利用が可能である。

## 事業

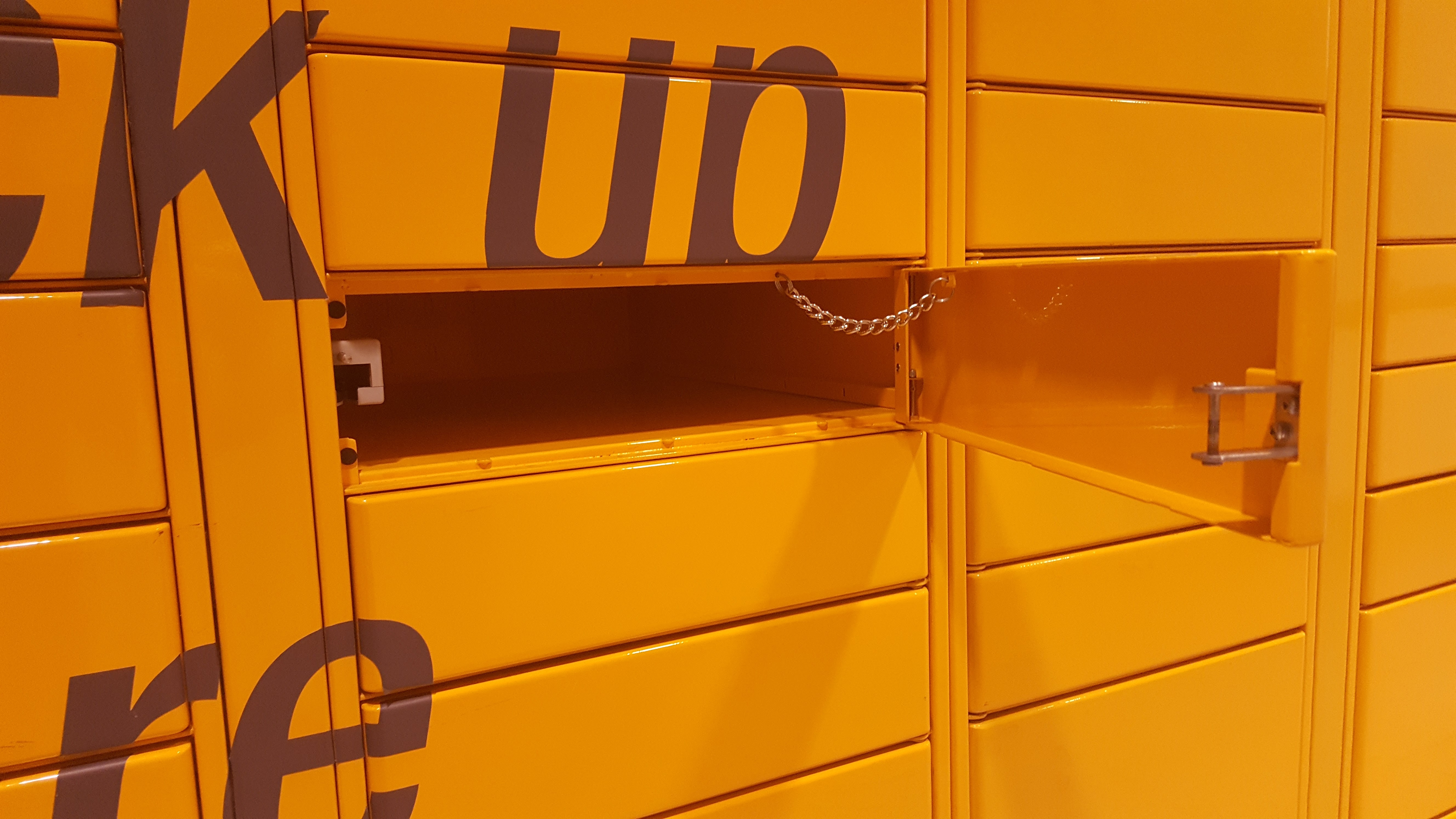
Amazonロッカーのドアが開いている状態

顧客はアマゾンから商品を注文し、ロッカーの場所に配達させる。アマゾンの指定の運送業者は商品をキオスクに入れ、その地点で顧客はデジタル受け取りコードをEメールまたはテキストメッセージを通じて受け取る。一度特定の受け取りコードがタッチスクリーンに入力されたら、指定のドアが開く。アマゾンの顧客はピックアップコードを受け取ってから商品を回収するために３日の猶予がある。
アマゾンの顧客は商品を返品する際にもアマゾンのロッカーを選択できる 。アマゾンロッカーは時々満杯になることがあり、それ故に配達しようとしても利用できないことがある。その場合、顧客はロッカーが利用できるまで待たなくてはならない。

## ロッカーの場所
アマゾンは7-Eleven やスパー のような小売店とアマゾンのロッカーキオスクを運営することで提携している。小売業者はキオスクを運営することでアマゾンから奨励金を受け取る。ステープルズとラジオシャックも2012年にこのプログラムに参加したが翌年に撤退した。
2015年時点でセブンイレブンは米国内の186地点にロッカーキオスクを持っている。
英国では、アマゾンはCo-operative Foodとモリソンと提携を結んだ。ロッカーはCo-opとモリソンの一部店舗内に設置されている。2012年以降、ウェスト・サセックスの図書館もロッカーを設置している。巨大小売センターもしばしばアマゾンロッカーを設置しており、例えばロンドンのワン・ニュー・チェンジに二つ設置されており 、ストラットフォード・センターにも一つ設置されている。
アマゾンはロッカープログラムをカナダ、フランス、ドイツ、イタリアなどの国でも展開している。

## Amazon Hub

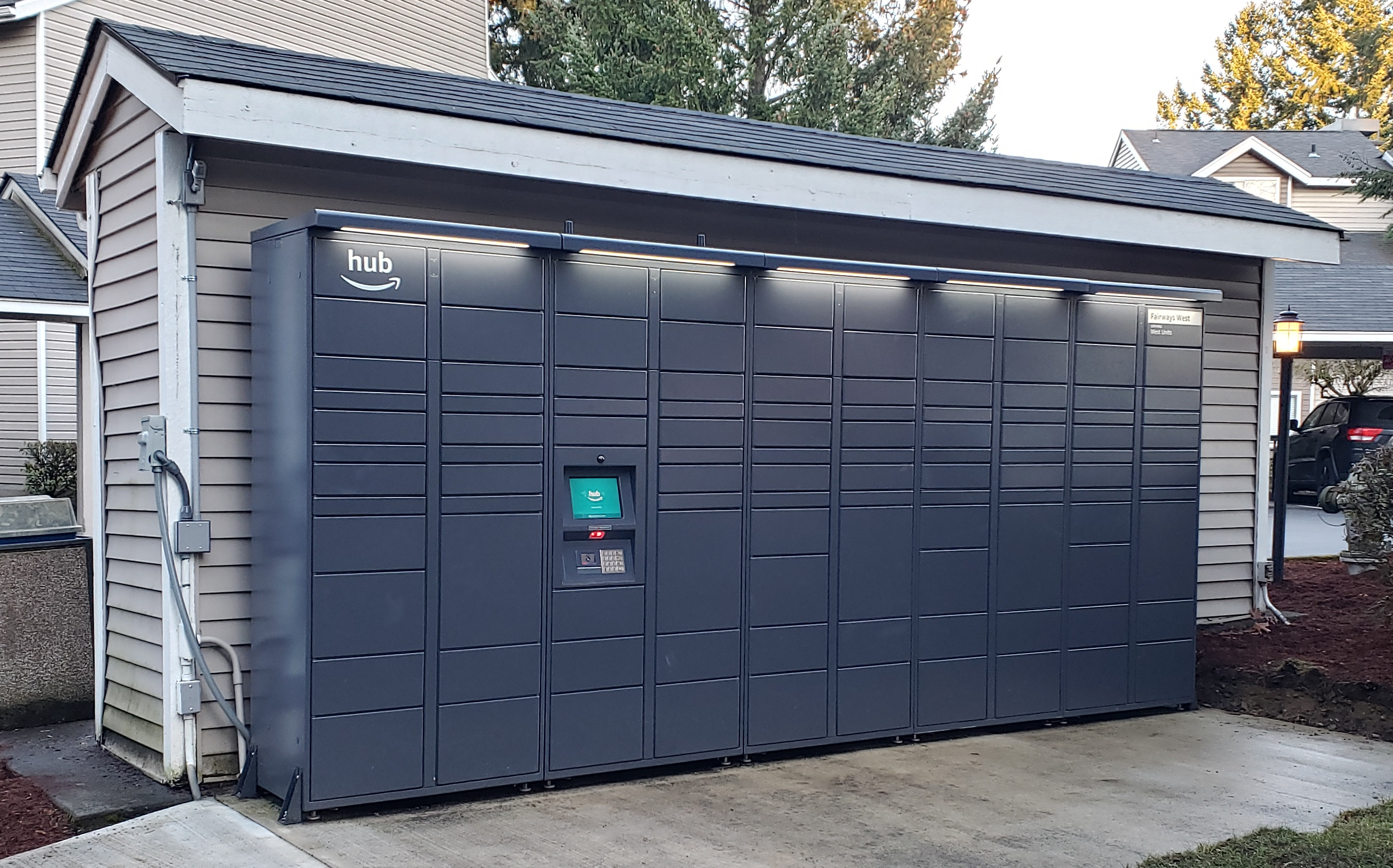
アパートに設置されたAmazon Hub

Amazon Hubはアパートのロビー向けの配達ロッカーである。この配達ロッカーは全ての運送業者からの荷物を受け入れる。
日本では2019年9月18日にアマゾンジャパンがAmazon Hubの導入を発表した。受け取り方法にはセルフサービスで荷物を受け取る「Amazon Hubロッカー」と店舗での受け取りを行う「Amazon Hubカウンター」があり、ロッカーはコンビニエンスストアやスーパーマーケット、ドラッグストアの入口脇などに設置されている。

## 利用方法
Amazon hubは、Amazon Primeにおける無料配送やお急ぎ便の対象サービスである。また、通常配送でも利用者が配送料と別途に料金を負担する必要はない。
Amazon hubカウンターは、保管期限が7日間である。ロッカーと違い、受取時に免許証や学生証などの公的な身分証明書が必要になるので注意が必要である。
Amazon hubロッカーを利用する際には、Amazonの商品購入時にロッカーを受取り場所として指定することが必要である。
ただし、Amazon.co.jpが販売・発送する商品にしか、Amazon hubロッカーを利用することはできない。
Amazonアプリにバーコードと受取パスワードが通知されるので、ロッカーで読取りと入力をして受取る。保管期間は3日で、期限を超過すると自動的に全額払戻の上で商品は回収される。
なお、Amazon hubロッカーの展開推進に伴い、2023年からAmazonでは同業他社の宅配ロッカーであるPUDOステーションを受け取り場所として指定・利用することができなくなっている。
ちなみに、商品が残っているのにドアを閉めてしまうと再度自ら開けることが不可能なので注意することが必要である。その場合には、発送元や配送業者に連絡をしなければならない。